# Махметов, Айдар Алимжанович
Айдар Алимжанович Махметов (каз. Айдар Әлімжанұлы Махметов, род. 11 февраля 1979 года, Целиноград, Казахская ССР) — казахстанский спортсмен и общественный деятель, представитель боевых единоборств, 8-кратный чемпион мира по ММА, джиу-джитсу, грепплингу и каратэ (3 раза - среди взрослых и 5 - среди ветеранов). 
Заслуженный мастер спорта Республики Казахстан по каратэ (2012), мастер спорта международного класса по каратэ (2003), мастер спорта международного класса по панкратиону (2003), мастер спорта международного класса по джиу-джитсу (2019). Почетный деятель спорта Республики Казахстан (2021).

## Биография
Отец, известный в Астане художник — Алимжан Махметов, будучи всю жизнь увлечённым спортом, отдал девятилетнего сына в секцию дзюдо. Семь лет он занимался дзюдо и параллельно — самбо и казакша курес. В 15 лет стал кандидатом в мастера спорта по всем трём видам.
Окончил с отличием факультет иностранных языков Евразийского национального университета им. Л. Гумилева в Астане в 1996 году, магистратуру экономического факультета Университета Касселя (Германия) в 2002 году и докторантуру Кёльнского университета в 2011 году по президентской программе «Болашак», тема докторской диссертации: «Применение политических технологий» (Die Anwendung von Herrschaftstechniken in Kasachstan) .
Официально признан "Лучшим выпускником Евразийского Национального университета им Л. Гумилева в категории "Спорт" на период с 1996 по 2016 годы 
Доктор политических наук (Dr.rer.pol.) и магистр экономики (Master of Arts in Economics).
Во время учебы в университете спорт не бросал, так, в 1998 году он становится чемпионом Азии среди профессионалов по панкратиону.
Во время учёбы в Германии стал одним из первых казахстанских спортсменов, завоевавших звание чемпиона мира по ММА. В апреле 2002 года на турнире Fists of Fury 1 в германском городе Мессинген в упорном бою он одержал победу над американцем Брайаном Дэвисом (чёрный пояс по бразильскому джиу-джитсу), досрочно завершив поединок удушающим приемом «гильотина» в третьем раунде.
Месяцем ранее, в марте 2002 года, Махметову удалось стать чемпионом мира по каратэ-шидокан в городе Винтертур (Швейцария), одержав победы над бойцами из Германии, Швейцарии и Франции. За победу на этом чемпионате мира Айдар получил звание мастера спорта международного класса по каратэ (2003).
В апреле 2003 года в том же Мессингене состоялся матч-реванш между Махметовым и Дэвисом, в котором Айдар одержал победу болевым приемом уже через 50 секунд после начала поединка. После этого боя объявил о завершении карьеры и вернулся в большой спорт лишь спустя 12 лет, став в 2015—2016 годах два раза чемпионом Европы и дважды серебряным, плюс трижды бронзовым призёром чемпионата мира по бразильскому джиу-джитсу среди мастеров.
Среди спортивных достижений:
- Чемпион мира по карате-шидокан 2002 года в весовой категории до 65 кг (WKA: World Karate Association — The Shidokan), г. Винтертур, Швейцария
- Чемпион мира по ММА 2002 года в весовой категории до 65 кг (WKA, SHIDO MMA), г. Мессинген, Германия
- Чемпион мира по ММА 2003 года в весовой категории до 65 кг (WKA, SHIDO MMA), г. Мессинген, Германия
- Чемпион мира по джиу-джитсу 2018 года в весовой категории до 75 кг (ACB — Absolute Championship Berkut, Master 2), г. Москва, Россия
- Чемпион мира по джиу-джитсу 2021 года среди ветеранов в весовой категории до 85 кг (UAEJJF), г. Абу-Даби, ОАЭ[8]
- 2-кратный чемпион мира по грепплингу UWW 2023 года среди ветеранов в весовой категории до 84 кг, г. Лутраки, Греция [9]
- Чемпион мира по грепплингу ADCC 2025 года среди мастеров в весовой категории до 87,9 кг, г. Варшава, Польша[10]
- Серебряный призёр чемпионатов мира по джиу-джитсу 2016 (IBJJF — International Brazilian Jiu-Jitsu Federation, No-Gi, Master 2, г. Сан-Франциско, США) и 2018 годов (UAEJJF, Master 2, г. Абу-Даби, ОАЭ)
- Бронзовый призёр чемпионатов мира по джиу-джитсу 2015 (IBJJF, No-Gi, Master 2, г. Лос-Анджелес, США[11]), 2016 (UAJJF, Master 2, г. Абу-Даби, ОАЭ) и 2017 годов (IBJJF, No-Gi, Master 2, г. Анахайм, США)
- Бронзовый призер чемпионата мира по панкратиону 2018 среди ветеранов (UWW, г. Бобруйск, Беларусь)
- Чемпион Европы по джиу-джитсу 2001 года в весовой категории до 65 кг (Submission Fighting), г. Мессинген, Германия
- Чемпион Европы по джиу-джитсу 2015 года в весовой категории до 79,5 кг (NAGA — North American Grappling Association, Master 30-39 лет), г. Амьен, Франция
- Чемпион Европы по джиу-джитсу 2016 года в весовой категории до 79,5 кг (IBJJF — International Brazilian Jiu-Jitsu Federation, No-Gi, Master 2), г. Рим, Италия[12]
- Бронзовый призёр чемпионата Европы по грепплингу 2015 года в весовой категории до 79,5 кг (NAGA, Master), г. Амьен, Франция
- Чемпион Азии по панкратиону 1998 года в весовой категории до 55 кг (ASCP), г. Астана, Казахстан
- Победитель и призёр международных турниров по ММА, карате, джиу-джитсу, грепплингу, дзюдо, панкратиону, кикбоксингу в Германии, Франции, Монако, ОАЭ, Швейцарии, Италии, США, России, Японии.
- Обладатель чёрного пояса по дзюдо (2 дан)[13], каратэ, традиционному джиу-джитсу (2 дан) и бразильскому джиу-джитсу (от гранд-мастера Ригана Мачадо).

В 2004—2006 годах работал директором департамента коммерциализации АО «Центр инжиниринга и трансферта технологий» (прошёл весь путь от менеджера, ведущего менеджера, главного менеджера до директора департамента) и директором департамента маркетинга РГП «Национальный центр биотехнологии Республики Казахстан».
В 2006—2007 годах работал инвестиционным менеджером АО «Фонд устойчивого развития „Казына“», в 2008 году в Немецком банке развития и инвестиций — DEG (Кёльн, Германия), в 2008—2010 годах — старшим советником по странам СНГ концерна HeidelbergCement Group в городе Гейдельберг (Германия). В 2010—2011 годах — коммерческий директор велокоманды «Астана» в городе Ницца (Франция).
Лауреат Международной премии им. Ч. Айтматова 2011 год (Лондон, Великобритания).
С 13 февраля 2012 года — директор департамента по внешним и внутренним коммуникациям АО «Фонд национального благосостояния „Самрук-Казына“».
Также в 2013—2015 годах был генеральным менеджером, а позже — членом попечительского совета президентского профессионального спортивного клуба «Астана».
С 9 января 2017 года — почетный президент Национальной федерации ММА и панкратиона Республики Казахстан. 12 января 2018 года ушел из АО "Фонд национального благосостояния «Самрук-Казына».
С сентября 2018 года по май 2019 года - заместитель директора Службы центральных коммуникаций при Президенте РК
С сентября 2023 года - ассоциированный профессор Высшей школы экономики Maqsut Narikbayev University (бывший - КазГЮУ)
Член общественного совета телеканала «KazSport» и почетный член Совета ассоциации выпускников «Болашак» (2018).
7 ноября 2018 года лишен звания заслуженного мастера спорта РК по карате в связи с тем, что «представленные Айдаром Махметовым документы для присвоения спортивного звания не соответствуют требованиям законодательства»., а именно, турниры в Германии и Швейцарии в 2002—2003 годах были коммерческими мероприятиями, а вид спорта «карате-шидокан» не зарегистрирован в государственном реестре спорта РК.
19 февраля 2019 года Есильский суд г. Астаны восстановил Айдара Махметова в звании «Заслуженный мастер спорта РК».
Государственные награды:
Медаль «Ерен еңбегі үшін» («За трудовое отличие»)
Юбилейная медаль "25 лет Независимости Республики Казахстан"
Юбилейная медаль "30 лет Независимости Республики Казахстан"
Медаль мэра города Бад Зооден-Аллендорф "За выдающиеся заслуги в области спорта" (ФРГ, 2017 год) 
Медаль Палаты лордов Великобритании "За вклад в культурное наследие" (Лондон, 2022 год) 
Благодарственное письмо Президента Республики Казахстан (2015 год)
Благодарственное письмо Президента Республики Казахстан (2022 год) 